# Financement des campagnes présidentielles en France
Pour un article plus général, voir Financement de la vie politique et électorale en France.
En France, le financement des campagnes présidentielles est réglementé. L'État participe au financement en remboursant une partie des sommes engagées par les candidats.

## Cadre juridique

### Historique
Depuis les lois du 11 mars 1988 et du 15 janvier 1990, les campagnes électorales de chaque candidat doivent être organisées par une association de financement électorale. Des plafonds sont prévus pour les montants des dons de personnes physiques ou morales, ainsi que pour les dépenses totales de la campagne. Chaque candidat doit adresser une déclaration de patrimoine,. Depuis la loi organique du 5 avril 2006, le compte doit être déposé à la Commission nationale des comptes de campagne et des financements politiques et non plus au Conseil constitutionnel. Les lois relatives à la transparence de la vie publique de 2013 et les lois pour la confiance dans la vie politique de 2017 ont pour effet de rendre public des déclarations de chaque candidat.

### Dispositions en vigueur
Comme pour les autres élections, les dons consentis par une personne physique pour le financement de la campagne d’un ou plusieurs candidats lors des mêmes élections ne peuvent excéder 4 600 €. Les personnes morales, à l’exception des partis ou groupements politiques, ne peuvent participer au financement de la campagne électorale d’un candidat. Le candidat déclare un mandataire pouvant être une association de financement électoral, ou une personne physique. Ce mandataire doit ouvrir un compte bancaire ou postal unique retraçant la totalité de ses opérations financières.
Les dépenses électorales sont plafonnées. Les comptes sont faits entre le sixième mois précédant le premier jour du mois de l’élection et jusqu’à la date du dépôt du compte de campagne du candidat (sauf élection présidentielle), ce qui impose quelques précautions notamment pour le pouvoir en place, qui ne peut communiquer sur son bilan durant cette période. Pour les élections primaires, dont le Conseil constitutionnel considère qu’elles n’ont pas vocation à recueillir le suffrage des électeurs, les comptes sont séparés de ceux de la campagne présidentielle. Le compte de campagne doit être en équilibre ou excédentaire, le solde positif éventuel des comptes des associations électorales et mandataires financiers des candidats est dévolu à la Fondation de France.
L’État verse une avance de 200 000 € lors de la publication de la liste des candidats du premier tour et rembourse une partie des frais, en déduisant l’avance, après la campagne :
- Pour les candidats présents au premier tour ayant obtenu moins de 5 % des suffrages exprimés, le remboursement s’élève au maximum à 4,75 % du plafond des dépenses du premier tour ;
- pour les candidats présents au premier tour ayant recueilli plus de 5 % des voix, à 47,5 % de ce plafond ;
- Pour les candidats présents au second tour, il s’élève à 47,5 % du plafond des dépenses du second tour

Ce remboursement ne peut excéder le montant des dépenses du candidat.
De plus, l’impression et la mise en place des bulletins de vote, l’affichage officiel, les professions de foi et la campagne télévisée et radiodiffusée sont pris en charge par l’État.
La Commission nationale des comptes de campagne et des financements politiques (CNCCFP) approuve, rejette ou réforme  les comptes de campagne et arrête le montant du remboursement. Elle se prononce dans les six mois du dépôt des comptes. Les comptes de campagne des candidats sont publiés au Journal officiel. Ces décisions peuvent faire l’objet d'un recours de pleine juridiction devant le Conseil constitutionnel par le candidat concerné. Le rejet des comptes n’entraîne pas de sanction d’inéligibilité et n’a pas d’incidence légale — mais cela ne présume pas d'autres types d'incidences — sur le résultat de l’élection,. La commission sur la rénovation et la déontologie de la vie publique en 2012 dénonce cette exception par rapport aux autres fonctions électorales mais suggère, au lieu de la démission d'office de l'élu, une notification au parlement. En cas de dépassement du plafond, le candidat doit payer au Trésor public une somme égale au montant du dépassement. Le remboursement total ou partiel des dépenses retracées dans le compte de campagne, n’est possible qu’après l’approbation du compte de campagne par la commission.
Chaque candidat transmet une déclaration d’intérêts et d’activités et de patrimoine à la Haute Autorité pour la transparence de la vie publique, qui est rendue publique au moins quinze jours avant le premier tour, ainsi que l’engagement, en cas d’élection, de déposer à l’expiration du mandat une nouvelle déclaration.

## Comptes des candidats aux élections présidentielles depuis 1995

### 1995
Pour l’élection de 1995, le plafond des dépenses applicable aux candidats présents au premier tour est fixé à 90 000 000 FRF et celui applicable aux candidats présents au second tour est fixé à 120 000 000 FRF.
Les comptes de tous les candidats sont validés sauf ceux de Jacques Cheminade.
En 2010, plusieurs membres du Conseil constitutionnel affirment que les rapporteurs chargés d’examiner les comptes de campagne ont rendu un avis négatif pour ceux d’Édouard Balladur (dont dix millions de francs de recettes sont inexpliqués) et de Jacques Chirac (pour des faits identiques mais potentiellement de moindre ampleur). Roland Dumas, alors président du Conseil, leur aurait demandé de revoir leur copie pour ne pas créer un incident politique majeur. Les comptes finalement présentés par les rapporteurs et validés par le Conseil sont finalement conformes à quelques francs près,,. La campagne d’Édouard Balladur fait l’objet de soupçons sur des financements par des rétrocommissions dans le cadre de contrats d’armement. En 2021, la Cour de Justice de la République juge l'ancien candidat et François Léotard, ministre de la Défense à l’époque, pour complicité d’abus de bien sociaux (le délit de financement illégale de campagne étant prescrit). Seul François Léotard est condamné.
| Candidat             | Résultat au 1er tour | Dépenses        | Remboursement  |
| -------------------- | -------------------- | --------------- | -------------- |
| Jacques Chirac       | 20,84 %              | 119 959 188 FRF | 43 200 000 FRF |
| Lionel Jospin        | 23,30 %              | 88 930 362 FRF  | 42 390 052 FRF |
| Édouard Balladur     | 18,58 %              | 89 776 119 FRF  | 30 170 431 FRF |
| Jean-Marie Le Pen    | 15,00 %              | 41 710 805 FRF  | 32 400 000 FRF |
| Robert Hue           | 8,64 %               | 50 187 965 FRF  | 32 400 000 FRF |
| Arlette Laguiller    | 5,30 %               | 11 349 012 FRF  | 3 768 898 FRF  |
| Philippe de Villiers | 4,74 %               | 24 088 777 FRF  | 7 200 000 FRF  |
| Dominique Voynet     | 3,32 %               | 7 266 891 FRF   | 6 217 985 FRF  |
| Jacques Cheminade    | 0,28 %               | comptes rejetés | 0 FRF          |

### 2002
Pour l’élection de 2002, le plafond des dépenses applicable aux candidats présents au premier tour est fixé à 14 796 000 € et celui applicable aux candidats présents au second tour est fixé à 19 764 000 €.
Les comptes de tous les candidats sont validés, sauf ceux de Bruno Mégret qui a bénéficié, de la part d’une personne morale autre qu’un parti politique (la commune de Vitrolles), d’avantages en nature.
| Candidat                | Résultat au 1er tour | Dépenses        | Remboursements |
| ----------------------- | -------------------- | --------------- | -------------- |
| Jacques Chirac          | 19,88 %              | 18 030 826,42 € | 9 882 000,00 € |
| Jean-Marie Le Pen       | 16,86 %              | 12 050 718,14 € | 9 882 000,00 € |
| Lionel Jospin           | 16,18 %              | 12 506 834,00 € | 7 398 000,00 € |
| François Bayrou         | 6,84 %               | 8 830 534,00 €  | 7 398 000,00 € |
| Arlette Laguiller       | 5,72 %               | 2 381 073,68 €  | 2 354 574,52 € |
| Jean-Pierre Chevènement | 5,33 %               | 9 641 668,00 €  | 7 398 000,00 € |
| Noël Mamère             | 5,25 %               | 4 067 561,77 €  | 3 964 433,77 € |
| Olivier Besancenot      | 4,25 %               | 753 421,00 €    | 726 429,00 €   |
| Jean Saint-Josse        | 4,23 %               | 808 341,59 €    | 728 203,10 €   |
| Alain Madelin           | 3,91 %               | 3 202 161,00 €  | 682 000,00 €   |
| Robert Hue              | 3,37 %               | 5 339 020,23 €  | 739 800,00 €   |
| Bruno Mégret            | 2,34 %               | comptes rejetés | 0,00 €         |
| Christiane Taubira      | 2,32 %               | 1 231 576,77 €  | 739 800,00 €   |
| Corinne Lepage          | 1,88 %               | 758 380,24 €    | 709 450,87 €   |
| Christine Boutin        | 1,19 %               | 1 581 351,99 €  | 257 640,03 €   |
| Daniel Gluckstein       | 0,47 %               | 573 835,88 €    | 535 242,45 €   |

### 2007
Pour l’élection de 2007, le plafond des dépenses applicable aux candidats présents au premier tour est fixé à 16 166 000 € et celui applicable aux candidats présents au second tour est fixé à 21 594 000 €.
Les comptes de tous les candidats sont validés.
En 2018, Nicolas Sarkozy et Éric Woerth, trésorier du candidat, sont mis en examen, soupçonnés d’avoir financé la campagne avec de l'argent liquide provenant de Libye,.
| Candidat             | Résultat au 1er tour | Dépenses     | Remboursement |
| -------------------- | -------------------- | ------------ | ------------- |
| Nicolas Sarkozy      | 31,18 %              | 20 962 757 € | 10 783 200 €  |
| Ségolène Royal       | 25,87 %              | 20 615 776 € | 10 797 000 €  |
| François Bayrou      | 18,57 %              | 9 722 080 €  | 8 083 000 €   |
| Jean-Marie Le Pen    | 10,44 %              | 9 318 617 €  | 8 083 000 €   |
| Olivier Besancenot   | 4,08 %               | 918 330 €    | 808 300 €     |
| Philippe de Villiers | 2,23 %               | 3 090 323 €  | 808 300 €     |
| Marie-George Buffet  | 1,93 %               | 4 822 819 €  | 808 300 €     |
| Dominique Voynet     | 1,57 %               | 1 369 202 €  | 808 300 €     |
| Arlette Laguiller    | 1,33 %               | 2 106 642 €  | 808 300 €     |
| José Bové            | 1,32 %               | 1 180 481 €  | 723 178 €     |
| Frédéric Nihous      | 1,15 %               | 839 729 €    | 808 300 €     |
| Gérard Schivardi     | 0,34 %               | 712 988 €    | 695 418 €     |

### 2012
Pour l’élection de 2012, le plafond des dépenses applicable aux candidats présents au premier tour est fixé à 16 851 000 € et celui applicable aux candidats présents au second tour est fixé à 22 509 000 €.
Les comptes des candidats sont validés, sauf ceux de Nicolas Sarkozy qui avait déclaré 21 339 664 € de dépenses. La Commission nationale des comptes de campagne et des financements politiques a estimé que ce montant ne pouvait être inférieur à 22 872 615 €. Après le recours de Nicolas Sarkozy, le Conseil constitutionnel, en juillet 2013, estime lui les dépenses observées à 22 975 118 €, ce qui aura pour conséquentes d’annuler le financement public de la campagne. Toutefois l’UMP ayant lancé une campagne de dons pour renflouer ses caisses, et ces dons étant en partie déductibles de l’impôt sur le revenu, l’État a tout de même payé indirectement une partie de la campagne. De plus, Nicolas Sarkozy aurait dû payer au trésor public la différence entre le plafond et le total de ses dépenses, soit 363 615 €. Cette somme est cependant payée par l’UMP et non le candidat. La parquet de Paris ouvre une procédure sur cette affaire avant qu’une ordonnance de non lieu soit rendue en septembre 2015.
Après la décision du Conseil constitutionnel, il est découvert que certaines prestations liées à la campagne de Nicolas Sarkozy ont été réglées via un système de double-facturation pour masquer le total des dépenses, ce qui porte le total des dépenses à 42,7 millions d’euros. Déclaré coupable en 2021 pour ce dépassement en première instance puis en appel en 2024, l’ancien candidat est condamné à un an de prison dont six mois ferme. Il s'est pourvu en cassation.
| Candidat              | Résultat au 1er tour | Dépenses     | Remboursement |
| --------------------- | -------------------- | ------------ | ------------- |
| François Hollande     | 28,63 %              | 21 719 956 € | 10 691 775 €  |
| Nicolas Sarkozy       | 27,18 %              | 22 975 118 € | 0 €           |
| Marine Le Pen         | 17,90 %              | 8 487 743 €  | 8 004 225 €   |
| Jean-Luc Mélenchon    | 11,10 %              | 9 427 731 €  | 8 004 225 €   |
| François Bayrou       | 9,13 %               | 6 818 894 €  | 5 981 729 €   |
| Eva Joly              | 2,31 %               | 1 808 473 €  | 800 423 €     |
| Nicolas Dupont-Aignan | 1,79 %               | 1 104 597 €  | 776 408 €     |
| Philippe Poutou       | 1,15 %               | 803 807 €    | 791 391 €     |
| Nathalie Arthaud      | 0,56 %               | 1 010 391 €  | 779 871 €     |
| Jacques Cheminade     | 0,25 %               | 471 677 €    | 401 899 €     |

### 2017
Pour l’élection de 2017, le plafond des dépenses applicable aux candidats présents au premier tour est fixé à 16 851 000 € et celui applicable aux candidats présents au second tour est fixé à 22 509 000 €.
Jean-Luc Mélenchon, non soutenu financièrement par le Parti communiste français, bénéficie d’un emprunt d’un montant de cinq millions d’euros, auquel s’ajoutent trois millions de vente d’objets et de dons. Benoît Hamon tient son financement du parti socialiste (six millions) et d’un emprunt (huit millions). Emmanuel Macron, dont le parti existe depuis 2016, finance sa campagne moitié en dons, moitié en emprunt bancaire. François Fillon bénéficie du reliquats des frais d’organisation de la primaire de la droite et du centre de 2016, ce qui représente dix millions, d’un emprunt au parti Les Républicains pour cinq millions et de dons pour trois millions (qui ne sont pas versés au compte de campagne, et qui seront reversés au parti,). Marine Le Pen ne communique pas l’origine des fonds. Chez les autres candidats, le budget est plus modeste, faute de partis ou d’obtention d’emprunt. Le budget se limite au plafond remboursable aux candidats ayant fait moins de cinq pour cent, c'est-à-dire huit cent mille euros.
La CNCCFP valide tous les comptes. Toutefois, elle saisit le parquet des comptes des Jean-Luc Mélenchon et d'Emmanuel Macron ; dans ce dernier cas, le parquet n'a pas donné suite. Concernant Jean-Luc Mélenchon, le juge d'instruction a mis en examen la mandataire financière du candidat non pour des questions de financement pour prêt illicite de main-d'œuvre, ce qui relève du droit du travail.
Le parquet de Lyon ouvre en 2018 une enquête préliminaire sur la campagne d'Emmanuel Macron, qui aurait bénéficié d’aides de la ville et de la métropole de Lyon,. L’enquête est classée sans suite en janvier 2020.
En 2019, des données concernant les dons des particuliers au candidat Emmanuel Macron ont été obtenues auprès de la Commission nationale des comptes de campagne et des financements politiques. Elles révèlent l'histoire d'une levée de fonds sans précédent, 15 994 076 euros entre la création d'En Marche en mars 2016 et décembre 2017. 48 % de ces dons sont en provenance de "seulement" 1 212 dons de 4 500 euros et plus par des grands donateurs. 
| Candidat              | Résultat au 1er tour | Dépenses     | Remboursement |
| --------------------- | -------------------- | ------------ | ------------- |
| Emmanuel Macron       | 24,01 %              | 16 578 781 € | 10 640 794 €  |
| Marine Le Pen         | 21,30 %              | 11 542 991 € | 10 691 775 €  |
| François Fillon       | 20,01 %              | 13 794 601 € | 2 067 625 €   |
| Jean-Luc Mélenchon    | 19,58 %              | 10 241 760 € | 6 031 304 €   |
| Benoît Hamon          | 6,36 %               | 15 008 634 € | 7 949 043 €   |
| Nicolas Dupont-Aignan | 4,70 %               | 1 806 590 €  | 800 423 €     |
| Jean Lassalle         | 1,21 %               | 241 573 €    | 228 659 €     |
| Philippe Poutou       | 1,09 %               | 767 723 €    | 766 543 €     |
| François Asselineau   | 0,92 %               | 1 237 609 €  | 755 139 €     |
| Nathalie Arthaud      | 0,64 %               | 956 121 €    | 800 423 €     |
| Jacques Cheminade     | 0,18 %               | 406 563 €    | 337 606 €     |

### 2022
Pour l’élection de 2022, le plafond des dépenses applicable aux candidats présents au premier tour est fixé à 16 851 000 € et celui applicable aux candidats présents au second tour est fixé à 22 509 000 €.
| Candidat              | Résultat au 1er tour | Seuil atteint | Limite de remboursement | Dépenses     | Remboursement |
| --------------------- | -------------------- | ------------- | ----------------------- | ------------ | ------------- |
| Emmanuel Macron       | 27,85 %              | 2e tour       | 10 691 775 €            | 16 535 603 € | 10 463 959 €  |
| Marine Le Pen,        | 23,15 %              | 2e tour       | 10 691 775 €            | 10 671 587 € | 10 220 842 €  |
| Jean-Luc Mélenchon    | 21,95 %              | 5 %           | 8 004 225 €             | 13 519 579 € | 7 629 786 €   |
| Éric Zemmour          | 7,07 %               | 5 %           | 8 004 225 €             | 10 826 804 € | 7 804 225 €   |
| Valérie Pécresse      | 4,78 %               | Aucun         | 800 423 €               | 13 554 449 € | 785 423 €     |
| Yannick Jadot         | 4,63 %               | Aucun         | 800 423 €               | 5 016 727 €  | 651 661 €     |
| Jean Lassalle         | 3,13 %               | Aucun         | 800 423 €               | 770 991 €    | 770 991 €     |
| Fabien Roussel        | 2,28 %               | Aucun         | 800 423 €               | 812 595 €    | 754 886 €     |
| Nicolas Dupont-Aignan | 2,06 %               | Aucun         | 800 423 €               | 857 428 €    | 728 884 €     |
| Anne Hidalgo          | 1,74 %               | Aucun         | 800 423 €               | 3 709 765 €  | 800 423 €     |
| Philippe Poutou       | 0,76 %               | Aucun         | 800 423 €               | 810 556 €    | 794 406 €     |
| Nathalie Arthaud      | 0,56 %               | Aucun         | 800 423 €               | 889 844 €    | 786 686 €     |